# Policía Militar de Minas Gerais
La Policía Militar de Minas Gerais (PMMG) tiene la función principal de patrullaje y preservación del orden público en las estado brasileño de Minas Gerais.
En Brasil, la policía militar es la fuerza de seguridad pública de las unidades federativas y del Distrito Federal de acuerdo con lo dispuesto en el artículo 144 de la Constitución de la República Federativa de Brasil de 1988. Está subordinada al Gobernador de Minas Gerais.
Según la Constitución, las Fuerzas Militares Estaduales son las Fuerzas Auxiliares y Reserva del Ejército Brasileño y forman parte del sistema de seguridad pública. Sus miembros se denominan militares del estado (art. 42 de la Constitución) al igual que los miembros del Cuerpo de Bomberos Militares del Estado de Minas Gerais.

## LosDragões da Inconfidência
Los Dragões da Inconfidência (en español: "Dragones de la Desconfianza") es el grupo de honor de la Policía Militar de Minas Gerais que existe desde la época imperial y fue la primera guardia pagada de Minas Gerais.
Los Dragones fueron creados el 9 de junio de 1775 dando origen a la actual Policía Militar de Minas Gerais. 
Presentes en las solemnidades del Estado de Minas Gerais, como la jura del Gobernador y de los diputados estaduales, reviven la historia de la Caballería Pagada que recorría el Camino Real en una época en que el oro y las piedras preciosas eran transportados a lomo de burro.